# 25495 Michaelroddy
25495 Michaelroddy (tên chỉ định: 1999 XW86) là một tiểu hành tinh vành đai chính. Nó được phát hiện bởi dự án Nghiên cứu tiểu hành tinh gần Trái Đất Lincoln ở Socorro, New Mexico, ngày 7 tháng 12 năm 1999. Nó được đặt theo tên Michael Roddy, an American educator ở Edina, Minnesota.